# De drie duiven
De drie duiven is een volksverhaal uit Turkije.

## Het verhaal
Een padisha heeft drie zonen en na zijn dood worden zijn bezittingen verdeeld. De oudste en middelste broer vinden werk, maar de jongste maakt al het geld op doordat hij in de mooie praatjes van zijn vrienden gelooft. De oudste broer jaagt de jongen weg als hij om geld komt vragen. De middelste broer geeft zijn jongere broer wel wat munten, maar opnieuw maakt de jongen alles op. Als hij weer om geld komt vragen, jaagt de middelste broer hem weg. Ook zijn vrienden sturen de jongen weg en dan besluit hij de stad te verlaten. Hij ziet een dier en volgt het naar een tuin en komt zo bij een mooie villa. Hij verbergt zich achter een rozenstruik en ziet drie duiven landen aan de rand van een vijver.
De duiven duiken de vijver in en komen als meisjes weer boven. De meisjes vertellen allen dat ze een arme jongen hebben gezien en de jongste zoon beseft dat ze over hem praten. Het jongste meisje ziet de jongen achter de rozenstruik en verschijnt in zijn droom. De jongen vertelt de zoon van een padisha te zijn, maar alle respect verloren heeft. Het meisje vertelt dat ze een drieling is. Ze zal een mens worden als de jongen de kleren van de meisjes verbranden kan. De jongen pakt de kleren van de meisjes en verbrandt ze in een hoek van de tuin. De meisjes worden later wakker en de jongen ziet dat de villa ook verbrandt. Hij vertelt dat hij ook een deel van drie broers is en vraagt de meisjes mee naar zijn eigen stad.
De oudere broers zijn erg blij dat de jongste broer vrouwen heeft meegenomen en ze vieren veertig dagen en veertig nachten bruiloft.

## Achtergronden
- De Turkse titel is Çgüvercin.
- Het verbranden van kleren zorgt ervoor dat de meisjes bevrijd worden uit een betovering. Ze moeten de jongen volgen. Dit gebeurt ook met het Kikkermeisje in De betoverde kikker.
- De duiven die bij onderdompeling in water naar boven komen als mooie meisjes komt ook voor in De slangezoon.